# Kungsfåglar
Kungsfåglar är en grupp fåglar med omdiskuterad taxonomi som omfattar ett antal små till mycket små tättingar som alla placeras i släktet Regulus och som idag placeras i den egna familjen Regulidae.

## Taxonomi och utbredning
Kungsfåglar finns i Europa, Asien och Nordamerika och deras taxonomi är omdiskuterad. Tidigare räknades de ibland till familjen mesar och enligt den klassiska taxonomin kategoriseras den länge som en underfamilj inom familjen sångare (Sylviidae). Idag placeras de i den egna familjen kungsfåglar (Regulidae). 

### Arter i familjen
Idag räknar man med sex arter i familjen:
- Rödkronad kungsfågel (Corthylio calendula)
- Madeirakungsfågel (Regulus madeirensis) – behandlades tidigare som underart till brandkronad kungsfågel
- Brandkronad kungsfågel (Regulus ignicapilla)
- Guldkronad kungsfågel (Regulus satrapa)
- Taiwankungsfågel (Regulus goodfellowi) - endemisk för Taiwan
- Kungsfågel (Regulus regulus)

Tidigare urskiljdes även kungsfågelpopulationen i Kanarieöarna som en egen art, men denna betraktas nu allmänt som en del av kungsfågeln. Det finns indikationer på att hela Regulus-komplexet behöver ses över och omkategoriseras. Kungsfågeln  är idag den art som delas upp i flest underarter, upp till ett 15-tal.
Det finns fossil från en förhistorisk kungsfågelart, Regulus bulgaricus, vilken återfunnits i Varsjets i Bulgarien och som härstammar från sen pliocen till tidig 
pleistocen.

## Utseende
Alla kungsfåglar mäter mellan 9 och 15,5 cm. De har olivgrön ovansida och ljusare undersida och de lever och häckar i träd. Hanen, ibland båda könen, har ett klart färgat centralt hjässband vars korta fjädrar kan resas som en liten kam. Många arter har ett ögonstreck eller ögonbrynstreck.

## Galleri

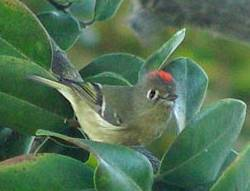
Rödkronad kungsfågel (Regulus calendula)
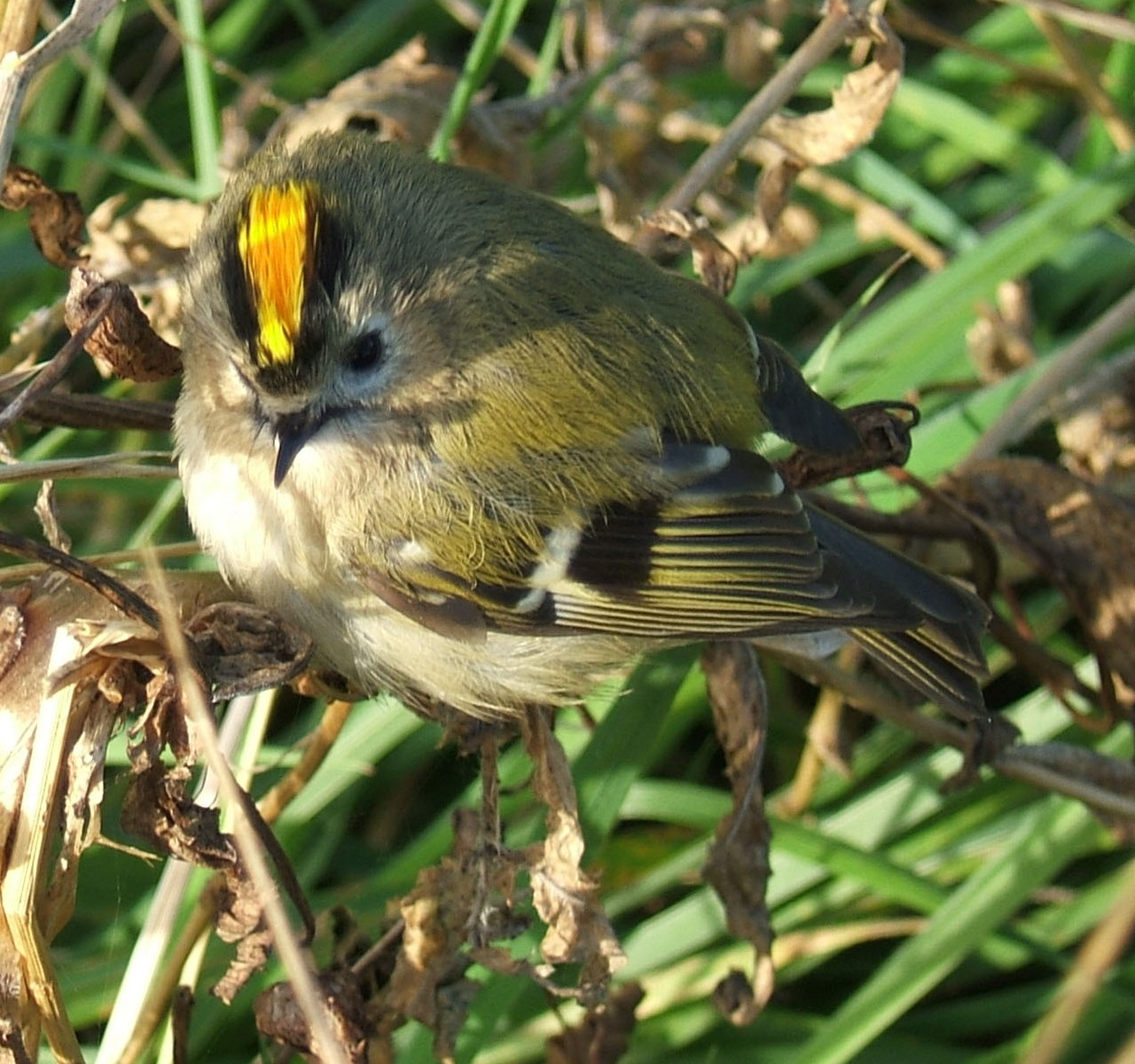
Kungsfågel (Regulus regulus)
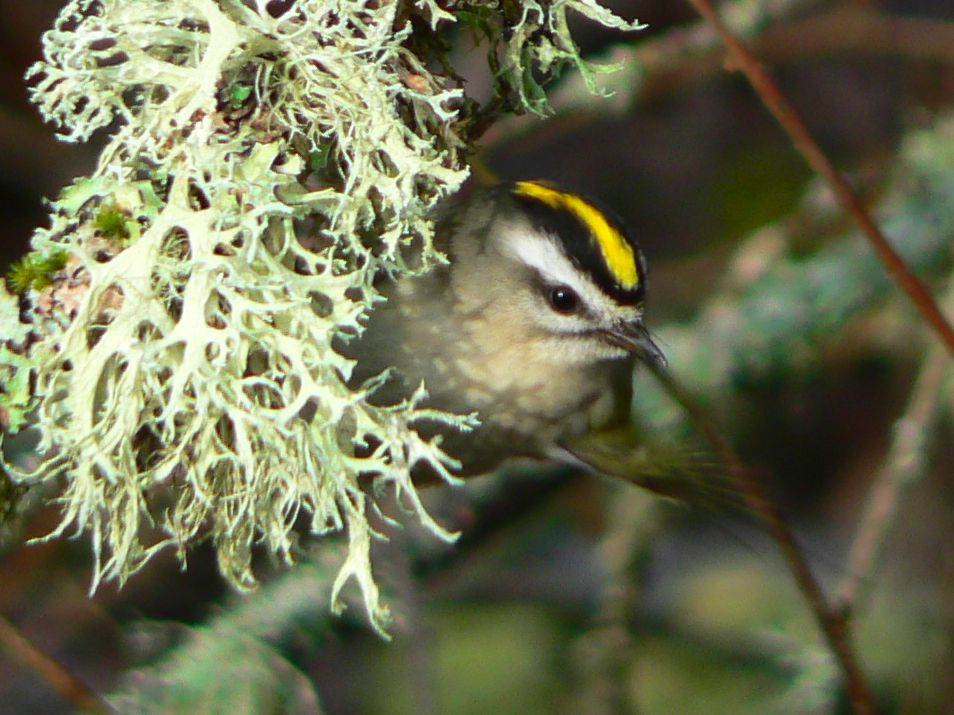
Guldkronad kungsfågel (Regulus satrapa)